# Zimba
Zimba är en bergstopp i Österrike.   Den ligger i förbundslandet Vorarlberg, i den västra delen av landet, 500 km väster om huvudstaden Wien. Toppen på Zimba är 2 643 meter över havet, eller 579 meter över den omgivande terrängen. Bredden vid basen är 3,6 km.
Terrängen runt Zimba är huvudsakligen mycket bergig. Närmaste större samhälle är Bludenz, 7,5 km norr om Zimba. 
Trakten runt Zimba består i huvudsak av gräsmarker. Runt Zimba är det ganska glesbefolkat, med 47 invånare per kvadratkilometer.